# Ganoderma cantharelloideum
Ganoderma cantharelloideum är en svampart som beskrevs av M.H. Liu 1989. Ganoderma cantharelloideum ingår i släktet Ganoderma och familjen Ganodermataceae.   Inga underarter finns listade i Catalogue of Life.